# Kanton Case-Pilote-Bellefontaine
Der Kanton Case-Pilote-Bellefontaine war ein Kanton im französischen Übersee-Département Martinique im Arrondissement Saint-Pierre. Er umfasste die Gemeinden Case-Pilote und Bellefontaine.
Vertreter im Generalrat des Départements war seit 2008 Félix Ismain. 